# عامل حيوي

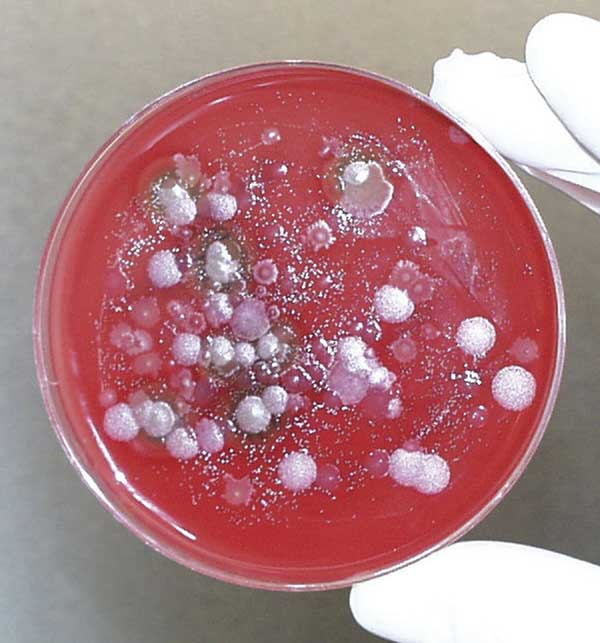
زرع العصوية الجمرية— العصوية الجمرية.

العامل الحيوي - ويسمى أيضًا العامل البيولوجي أو عامل التهديد الحيوي - وهو بكتيريا أو فيروس أو أوالي أو تطفل أو فطر يمكن استخدامه بهدف أن يكون سلاحًا بيولوجيًا في الإرهاب الحيوي أو سلاح حيوي (BW). إضافة إلى أنه تم تضمين أيضًا هذه العوامل و/أو تكاثر الممراض والتوكسين الحيوي ضمن العوامل الحيوية. تم وصف أكثر من 1200 نوع مختلف من العوامل الحيوية محتملة الاستخدام في الإرهاب الحيوي ودراسته حتى الآن.
للعوامل الحيوية القدرة على التأثير السلبي في صحة الإنسان بطرق مختلفة، تتراوح من ردود الفعل الأرجيه المعتدلة نسبية حتى الظروف الصحية خطيرة، بما في ذلك الموت. العديد من هذه الكائنات موجودة في كل مكان في البيئة الطبيعية حيث يتم العثور عليها في الماء أو التربة أو النباتات أو الحيوانات. قد تكون العوامل الحيوية قابلة لتكون «أسلحة حيوية» لسهولة انتشارها أو توزيعها. قد يُعزز التعديل الوراثي ضعفها أو خصائصها المُميتة أو يجعلها لا تتأثر بالعلاج أو العلاج الوقائي التقليدي. حيث أن العديد من العوامل الحيوية تتكاثر بسرعة وتحتاج في ذلك إلى الحد الأدنى من الموارد، فقد تشكل أيضًا خطرًا محتملاً في مجموعة واسعة من الإعدادات المهنية.
معاهدة الأسلحة الحيوية لعام (1972) هي اتفاقية دولية تحظر استخدام العوامل الحيوية أو تخزينها؛ وقد وقعت على هذه المعاهدة 165 دولة حتى الآن. ورغم ذلك تم دراسة العوامل الحيوية على نطاق واسع لأغراض دفاعية تحت مستويات السلامة الحيوية المختلفة وضمن مرافق الاحتواء الحيوي في جميع أنحاء العالم. وفي عام 2008، وفقًا لتقرير مركز خدمة بحوث الكونغرس الأمريكي، أن الصين وكوبا ومصر وإيران وإسرائيل وكوريا الشمالية وروسيا وسوريا وتايوان، بدرجات متفاوتة من اليقين، يهتمون بالحفاظ على العوامل الحيوية في القدرة الهجومية لبرنامج الأسلحة الحيوية.

## التصنيفات

### التشغيلية
صنّف برنامج الأسلحة الحيوية الأمريكية السابق (1943-1969) العوامل الحيوية المستخدمة كسلاح والمضادة للأشخاص على أنها إما عوامل مميتة (العصوية الجمرية والتولارية الفرنسيسيلة وتوكسين البوتولينوم) أو العوامل المُضعفة (البروسيلة الخنزيرية والكوكسيلة البورنيتية وفيروس التهاب الدماغ الخيلي الفنزويلي وتسمم الأمعاء بالمكورات العنقودية «ب»).

### القانونية
قد أعلنت الولايات المتحدة منذ عام 1997 قائمة بالعوامل الحيوية التي تم تسميتها عن طريق وزارة الصحة والخدمات الإنسانية بالولايات المتحدة أو وزارة الزراعة الأمريكية التي لديها «إمكانية تشكيل تهديد خطير على الصحة والسلامة العامة» ليتم تسميتها رسميًا باسم «العوامل المُختارة»، ويخضع امتلاك هذه العوامل أو نقلها لرقابة مشددة على هذا النحو.

### التنظيمية
قسمت مراكز مكافحة الأمراض واتقائها (CDC) الأمريكية العوامل الحيوية إلى ثلاثة أقسام: الفئة أ والفئة ب والفئة ج. تُشكل عوامل الفئة أ أكبر تهديد للولايات المتحدة. تشتمل المعايير اللازمة لإدراج العامل تحت الفئة أ على معدلات من المرض والموت؛ وسهولة التوزيع والانتشار؛ والقدرة على التسبب في ذعر عام؛ وتتطلب اتخاذ إجراءات خاصة حسب مجال الصحة العامة للرد. تشتمل عوامل الفئة أ على الجمرة الخبيثة والتسمم والطاعون والجدري والتولاريميا والحمى النزفية الفيروسية.

## قائمة بالعوامل الحيوية والسمية ذات الأهمية العسكرية

### العوامل الحيوية البكتيرية
| المرض                   | العامل المسبب لمرض (الرمز العسكري)           | التعليقات |
| ----------------------- | -------------------------------------------- | --------- |
| الجمرة الخبيثة          | العصوية الجمرية (N) أو (TR)                  |           |
| داء البروسيلات (بقري)   | البروسيلا المجهضة (AB)                       |           |
| داء البروسيلات (عنزي)   | بروسيلا مالطية (AM) أو (BX)                  |           |
| داء البروسيلات (خنزيري) | البروسيلة الخنزيرية (US) أو (NX)             |           |
| كوليرا                  | الضمة الكوليرية (HO)                         |           |
| الديفتريا               | الوتدية الخناقية (DK)                        |           |
| الزحار (بكتيري)         | شيغيلة زحارية، بعض أنواع إشريكية قولونية (Y) |           |
| الرغام                  | بيركولديريا الرعامية (LA)                    |           |
| داء الليستريات          | الليستريا المستوحدة (TQ)                     |           |
| راعوم                   | بيركولديريا الراعومية (HI)                   |           |
| الطاعون                 | يرسينية طاعوني] (LE)                         |           |
| تولاريمية               | الفرنسيسيلة التولارية (SR) أو (JT)           |           |

### العوامل الحيوية المتدثرة
| المرض                | العامل المسبب لمرض (الرمز العسكري) | التعليقات |
| -------------------- | ---------------------------------- | --------- |
| داء المتدثرات الطيري | الكلاميدوفيلا بسيتاسي (SI)         |           |

### العوامل الحيوية الريكِتْسِيّة
| المرض                      | العامل المسبب لمرض (الرمز العسكري) | التعليقات |
| -------------------------- | ---------------------------------- | --------- |
| حمى Q                      | [[كوكسيلة بورنيتية (OU)            |           |
| حمى الجبال الصخرية المبقعة | الإصابة الريكيتسية (RI) أو (UY)    |           |
| التيفوسُ (البشر)            | الريكتسيا البروفاسيكية (YE)        |           |
| التيفوسُ (الفأر)            | الريكتسيا التيفوئيدية (AV)         |           |

### العوامل الحيوية الفيروسية
| المرض                                    | العامل المسبب لمرض (الرمز العسكري)                | التعليقات                             |
| ---------------------------------------- | ------------------------------------------------- | ------------------------------------- |
| التهاب الدماغ الخيلي (الشرق)             | فيروس التهاب الدماغ الخيلي الشرقي (ZX)            |                                       |
| التهاب الدماغ والنخاع الخيلي (الفنزويلي) | فيروس التهاب الدماغ والنخاع الخيلي الفنزويلي (FX) |                                       |
| التهاب الدماغ الخيلي (الغرب)             | فيروس التهاب الدماغ الخيلي الغربي (FX)            |                                       |
| التهاب الدماغ الياباني                   | فيروس التهاب الدماغ الياباني (AN)                 |                                       |
| حمى الصداع                               | فيروس حمى الصداع (FA)                             |                                       |
| الجدري                                   | فيروس الجدري (ZL)                                 | جدري القرود واللقاح والمليساء المعدية |
| الحمى الصفراء                            | فيروس الحمى الصفراء (OJ)                          |                                       |

### العوامل الحيوية الفطارية
| المرض       | العامل المسبب لمرض (الرمز العسكري) | التعليقات |
| ----------- | ---------------------------------- | --------- |
| حمى الصحراء | الكُرَوانِيَّةُ اللَّدودَة (OC)             |           |

### السموم الحيوية
| السُم                           | مصدر السُم (الرمز العسكري)                                                                 | التعليقات |
| ------------------------------ | ----------------------------------------------------------------------------------------- | --------- |
| سموم البوتولينوم (A عن طريق G) | بكتيريا أو جراثيم البوتولينوم المطثية، والعديد من الأنواع الأخرى اللاهوائية. (X) أو (XR)  |           |
| ريسين                          | بذر الخروع (الأصول الريسينية) (W) أو (WA)                                                 |           |
| ساكسيتوكسين                    | الزراقم البحرية والمالحة المختلفة، مثل انابينا وافانيزومينون ولونجبيا وكلايندروسبيرموبسيس |           |
| سم البكتيريا ستافيلوكوكس B     | ستافيلوكوكس الذهبي (UC) أو (PG)                                                           |           |
| [سم الأسماك رباعية الأسنان     | بكتيريا بحرية متنوعة، بما في ذلك فيريو ألجينوليتيكوس وتترودوتوكسين بسيودوالتروموناس (PP)  |           |
| السموم الفطرية ترايتشوثيسين    | أنواع مختلفة من الفطريات، بما في ذلك فيوزاريوم والترايكوديرما وستاشبوترس                  |           |

### الناقلات الحيوية
| الناقل (الرمز العسكري)             | المرض                                                   | التعليقات |
| ---------------------------------- | ------------------------------------------------------- | --------- |
| البعوضيات (زاعجة مصرية) (AP)       | براء وحمى الضنك والحمى الصفراء وغيرها من الأربوفيروسيات |           |
| برغوث الجرذ الشرقي (الأصلم الخوفي) | الطاعون، التيفوس الفأري                                 |           |

### المحاكاة
- MR - مولاسيس ريسيدوم
- BG - العصوية جلوبيجي
- BS - العصوية جلوبيجي
- U - العصوية جلوبيجي
- SM - سِرّاتِيّة ذابِلة
- P - سِرّاتِيّة ذابِلة
- AF - الرشاشية الدخناء طافرة C-2
- EC - الإشريكية القولونية
- BT - العصوية ثورينجينسيس
- EH - إروينيا هيبيكولا
- FP - جسيمات الفلورسنت

## وصلات خارجية
- U.S. Department of Labor - Biological Agents
- U.S. Department of Health and Human Services - Select Agents and Toxins